# Eskovia
Eskovia là một chi nhện trong họ Linyphiidae.